# Cladonia fimbriata
Cladonia fimbriata és un liquen de la família Cladoniaceae.

## Morfologia
Té un tal·lus compost i complex, i admet varies classificacions, com escuamulós, fruticulós o bé escuamulós-fruticulós. El fotobiont és una alga verda del gènere Trebouxia, que contribueix a donar una coloració verdosa a aquesta espècie. La part basal és escuamulosa, mentre la part aèria és fruticulosa i està formada per uns podecis de color gris clar fins a verdós, que assoleixen els 2-2,5 cm d'alçada. Els podecis tenen uns peduncles llargs que acaben sobtadament en forma d'un embut, que poden amidar fins a 4-5 mm d'amplada. La superfície dels podecis i l'interior dels embuts està completament coberta de soralis polsegosos. Els apotecis, poc freqüents, estan situats al marge dels podecis i són de color marronós. Les reaccions d'aquest liquen en els tests químics són: K-, C-, KC- i P+ (vermell-ataronjat). Pot ser confós amb Cladonia pyxidiata, si bé aquest darrer liquen té uns podecis més robusts y la superfície no és completament pruinosa, sinó granulosa o verrugosa. Les reaccions als tests químics també poden resultar diferents. També pot ser confosa amb Cladonia chlorophaea.

## Hàbitat
Es pot trobar en sòls arenosos fins a areno-llimosos on és habitual trobar-la entre la molsa. També pot créixer sobre fusta en descomposició, en la base o les parts interiors de troncs dels arbres, o en fusta en descomposició, especialment d'alzines. Té una resistencia intermèdia a la pol·lució atmosfèrica

## Distribució
Es pot trobar a tots els continents. A Europa, és present des de l'Àrtida fins al mediterrani, i es considera una espècie comú a la península Ibèrica.